# 日本國鐵14系客車

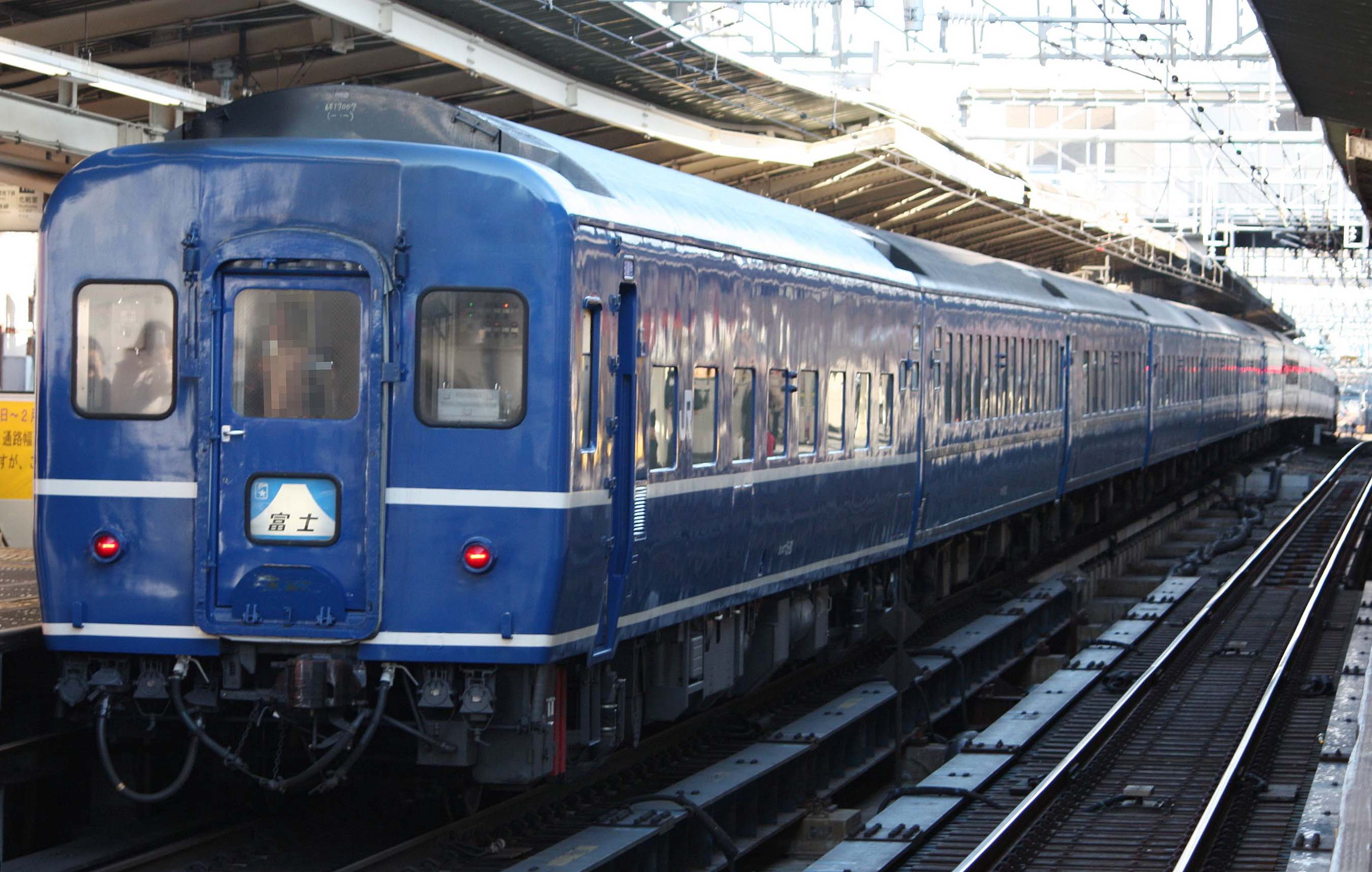
國鐵14系客車（2009年1月）

日本國鐵14系客車（日语：／ Kokutetsu 14-kei kyakusha）是日本國有鐵道所設計與製造的客车。

## 概述
本型車仿照率先採用分散式電源供應的12系客車，由裝設在底盤下方的柴油发电机提供車內冷暖空調電源。其他車廂內設備則以行駛特急列车為前提設計，有一般座位客車與卧铺车；卧鋪車因製造時間和規格的不同分為14形和15形，但其他方面例如電源等規格基本相同，可互換使用 。
本型車獲得第十五届（ 1972年）铁路之友协会蓝丝带奖 。

## 普通客車
因應運輸量臨時暴增的情況，日本國鐵自1969年開始製造12系客車。雖然12系客車是唯一能以110公里時速行駛、配有空調的一般日間客運列車用車廂，但設計目標是用於行駛急行列車，僅採用橫排固定式座位，即使是行駛加班特急列車時票價打折，旅客風評仍然不佳。另一方面，原本用來行駛特急列車或夜間急行列車指定席車廂的スハ44系客車，雖然配備旋轉式座椅，但難以安裝空調且已經嚴重老化。因此，國鐵以12系客車的設計為基礎，採用與183型電聯車共通的車內設備，在1972年至1974年間，由新潟鐵工所、富士重工、日本車輛製造生產了325輛14系客車。

由於是因應運輸量波動而購置的車廂，所以全為普通艙等，並沒有計畫製造綠色車廂或餐車。內裝設計與20系客車的ナハ20型、ナハフ20型、ナハフ21型相似（這些車輛在14系客車登場前已全部改裝為臥鋪車），不過座椅改採簡易傾斜座椅。空調採分散式設計，在車頂裝有兩部AU13A型空調機（量產時改為有阻燃結構的AU13AN型），轉向架為TR217D型。車身高度為3,520毫米，比12系低10公分。窗框高度與183系電聯車的普通車廂幾乎相同。由於本型車預計用於運輸量暴增時的加班車，考慮到度假的旅客會攜帶滑雪板、高爾夫球具等大件行李，因此在車廂一端設置了大型行李放置區。運用上並不考慮與12系、14系臥車以外的車輛聯掛，故未配備蒸汽暖氣管及電力暖氣線路。廁所處理設備方面，最早配屬於宮原機務區的51輛車在新製時即配備了汙物處理裝置，而配屬於秋田機務區的車輛則採用了排放管設計，僅預留了安裝處理裝置的空間，但未實際裝配。

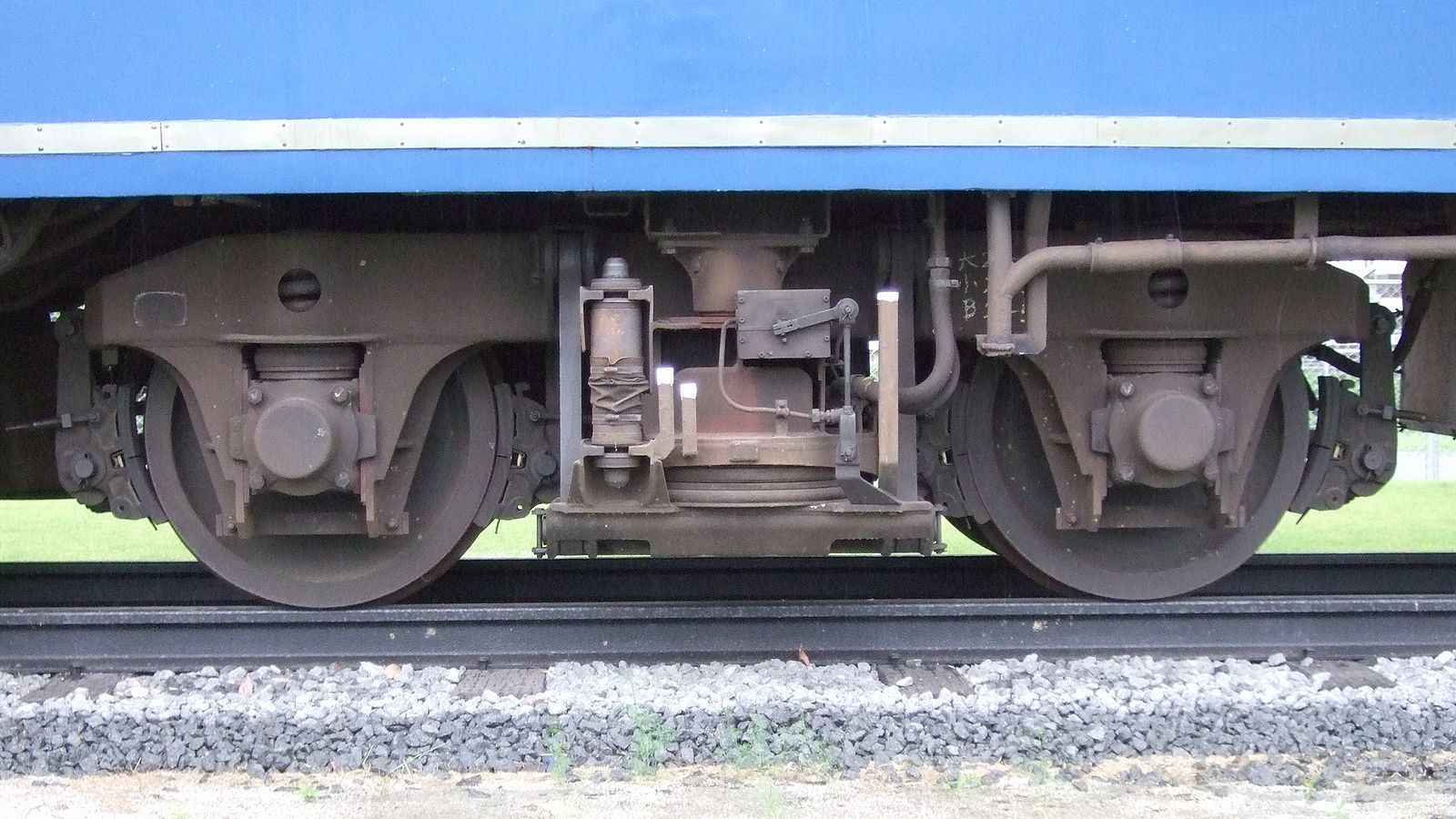
TR217C型轉向架，用于14系、24系

## 臥鋪車
採用集中供電設計的20系客車是成功的臥舖車，但也因為集中供電設計，當列車編組於中途拆分為多列行駛時，每個列車編組都需要有電源車供電，且20系客車的煞車系統須由機車提供壓縮空氣，所以牽引機車必須配有相關設備，這些問題對於車輛運用造成了限制。於是以12系客車為基礎設計了14系臥車，採用分散式供電，各節車廂由裝在底盤下方的發電機供電。根据制造年份和B卧铺的差异，分为14型和15型 。
20系的上下車門只有電磁鎖，必須手動開關門。本型車則配有自動門，還有電動終點指示器。軔機為CL型自動空氣軔機，最高容許時速可達110公里且不需要由機車供氣，由此避免了20系客車對牽引機車的要求問題。冷氣系統為半集中式AU76型，安裝在車頂的兩端，每輛車兩台。比20系列更寬的床位寬度以及乘坐舒適性方面的改進，都受到好評。

### 14形臥鋪車
相較於床寬維持於52公分標準床寬的20系，本型車B等臥舖床寬為70公分，與581系、583系電車相同。為減少床鋪收納所需人力，首次安裝了中段臥舖自動升降裝置。

### 15形臥鋪車
14系14型停產後國鐵改製造24系，但在用於半途分拆編組的列車時，又面對與20系類似的問題，因此於1978年再度製造適合這類編組運用的分散式電力供應車廂，並加強了防火措施， B等臥舖車僅生產了63輛。

### 臥車的改造工程

#### 國鐵時期
1983年，为了取代北海道的急行列车“ 毬藻 ”、“ 大雪 ”和“ 利尻 ”所使用的10系臥車，針對北海道的需求進行改造，加強暖氣，以及因應冬天的積雪與結冰問題的對策，如將将折叠门改为滑动门 。為了與既有的客車配合行駛，安装蒸汽加熱管路。转向架改为TR217F和TR217G，配备軔缸和铸铁闸瓦，最高速度限制為95公里/小时。這些車輛主要用於行駛設有臥車的夜间急行列车，但也曾用於代行宗谷本线的宗谷、天北號日間急行列車的一般座位車。1985年3月，五棱郭车辆所将オハネ 14 501～503的一部份臥鋪改造为沙發椅，白天行駛時提供四個绿色車廂座位。夜間列車則以2層B等舖位發售。這是為了承繼在這些列車以柴聯車行駛時代的綠色車廂服務，行駛急行「宗谷」（僅上行）和「天北」（僅下行）。但由於諸多因素使用率不佳，在1986年10月前恢復原本的車廂配置。

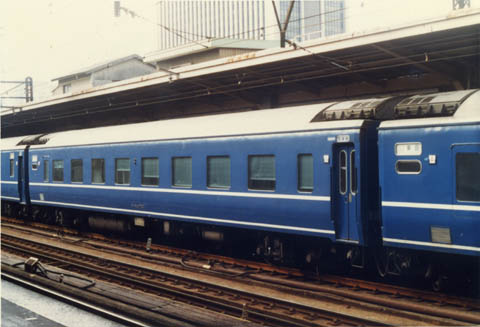
OHaNe 14 702 號車“カルテット” (1987)

另外，由於高速巴士與飛機的競爭，夜行列車使用率低下，1984年，推出了首款設有四人包廂「カルテット」的B等臥鋪車，雖然保留原有臥鋪布局，但與通道之間增設隔間，奇數號房間使用藍色絨布與窗簾，偶數號則使用綠色。為提升白天使用時的舒適度，下層臥鋪改為內建大型桌子與扶手的沙發床，上層臥鋪下方則加裝了下照燈。包廂內還設有獨立的空調通風管道、冷暖空調調節裝置、照明控制開關，以及防盜警報按鈕。整體改造內容簡單，且可輕易恢復為原始配置。於1984年7月20日從東京發車的「櫻號」號與「瑞穗號」號列車首次使用。一推出便受到團體旅客的歡迎。在國鐵分割民營化後，這批改造車輛均由JR九州接收。然而，由於夜行列車的需求減少、臥鋪仍維持三層設計，以及旅客偏好小型個室，本型車利用率下降，於1997年退出定期運行。之後，車廂內的個室門被拆除，改為標準的雙層B等臥鋪，最終於1998年全數報廢。

#### JR北海道的改造工程
北海道旅客铁道（JR北海道）從國鐵承繼了17辆オハネ14型500番台和8辆スハネフ14型500番台，共25辆臥車。随着北斗星3号、4号列车转为定期列車，部分オハネ14型改造為24系客车，其余车厢继续用於行駛毬藻、大雪、利尻等夜间急行列車。這些夜間急行列車後來改以柴聯車行駛，本型車也隨之進行改造以配合柴聯車編組。2008年8月31日開出毬藻號臨時列車後，北海道內不再有夜間列車行駛，原来的14系卧车也不再使用。同年10月17日，札幌運轉所剩下的车辆全部报废。 2016年3月，急行滨名號所使用的两辆改造的24系客車也被报废，14系卧车从北海道消失。

1991年急行「玫瑰號」增設臥車，當時14系臥車不足，因此將「北斗星」1、2號列車改成套房後閒置的的オハネフ25型車輛進行改造，在車底裝上了取自報廢的スハフ14型500番台車輛的電源裝置，改為14系（原始車輛為25型200番台）。

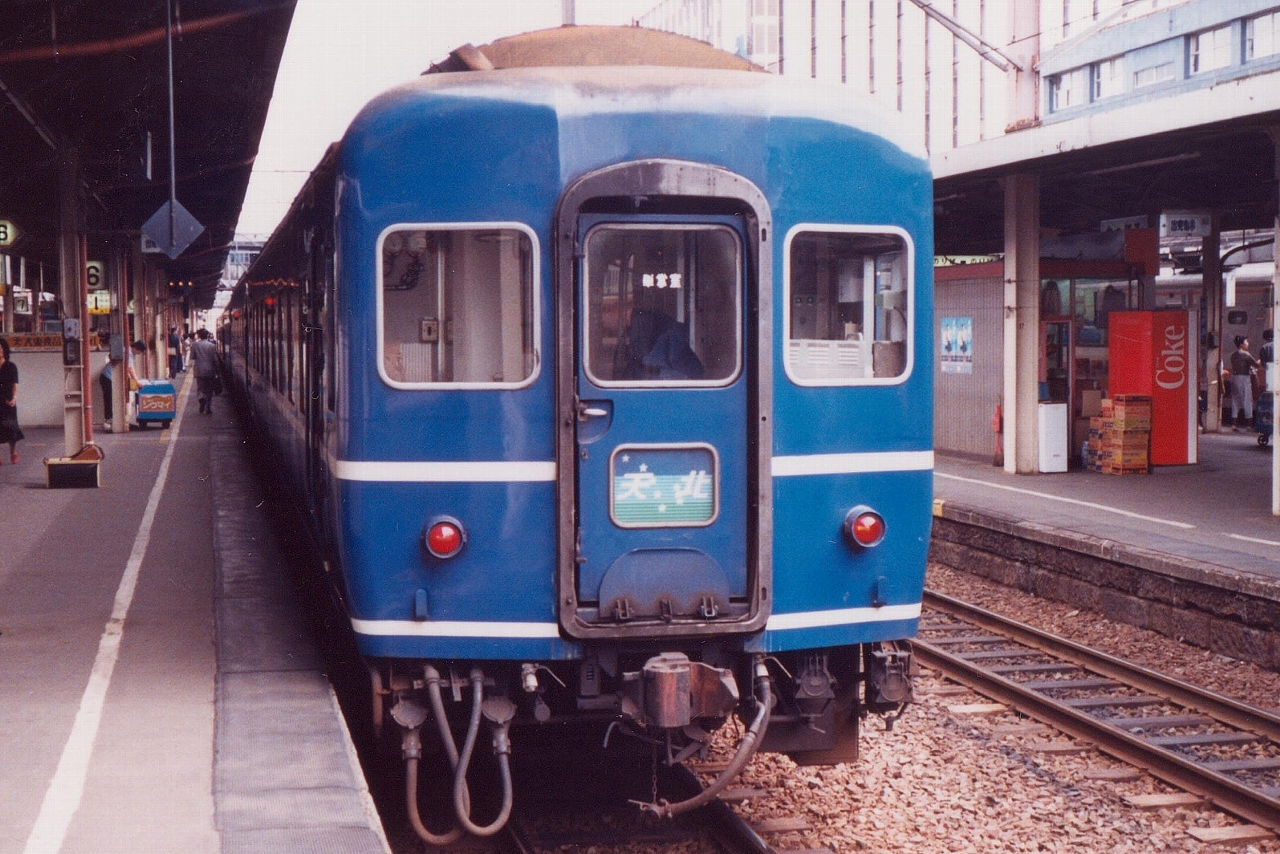
下行的天北號 （札幌站， 1987年9月10日）
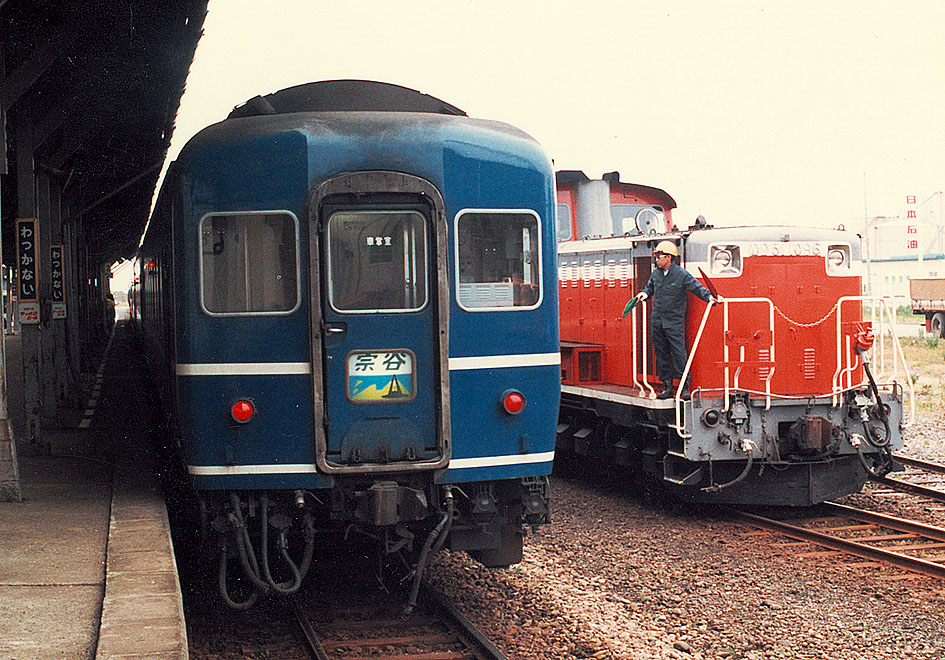
上行的宗谷號 （1986年稚内站）
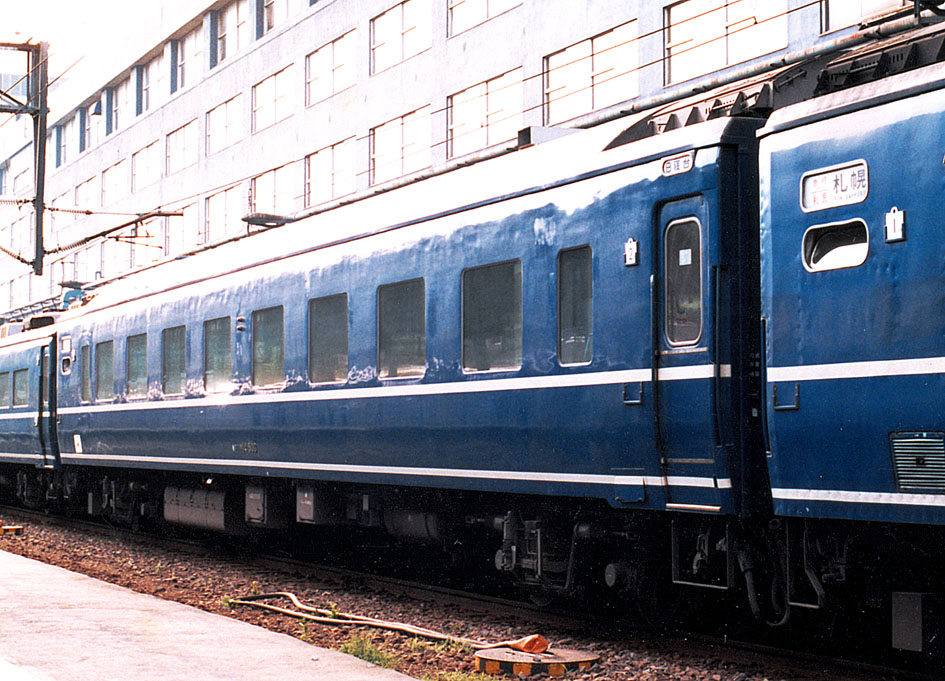
オハネ14 503 （1986年札幌站）
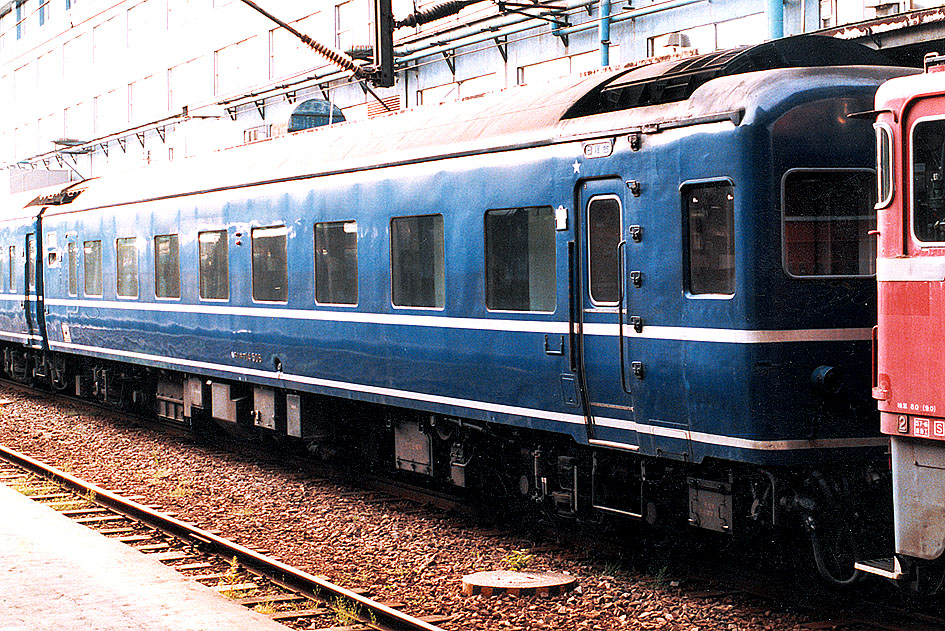
SuHaNeHu（スハネフ）14 508號車 （1986年札幌站）
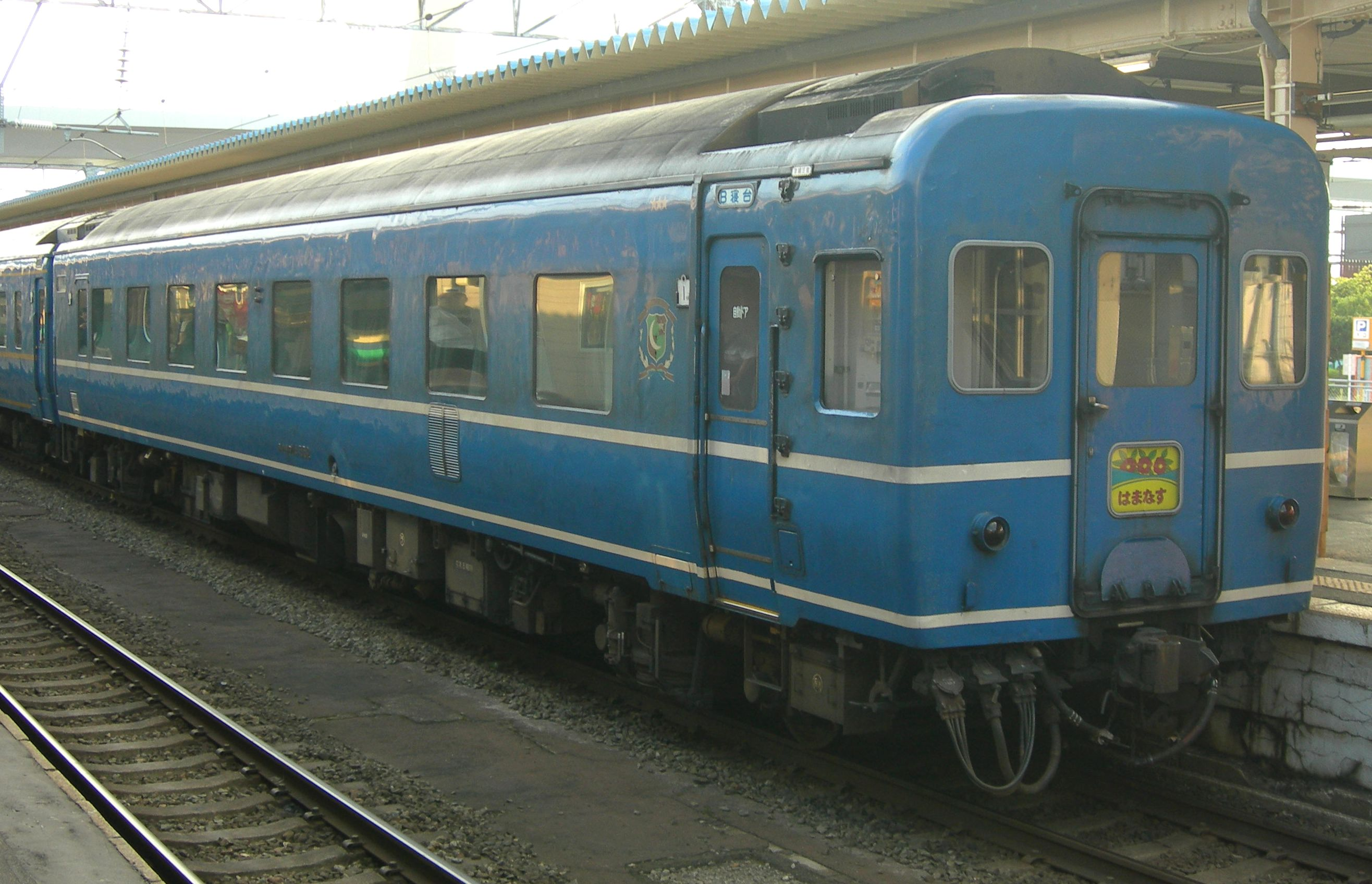
スハネフ14 552號車
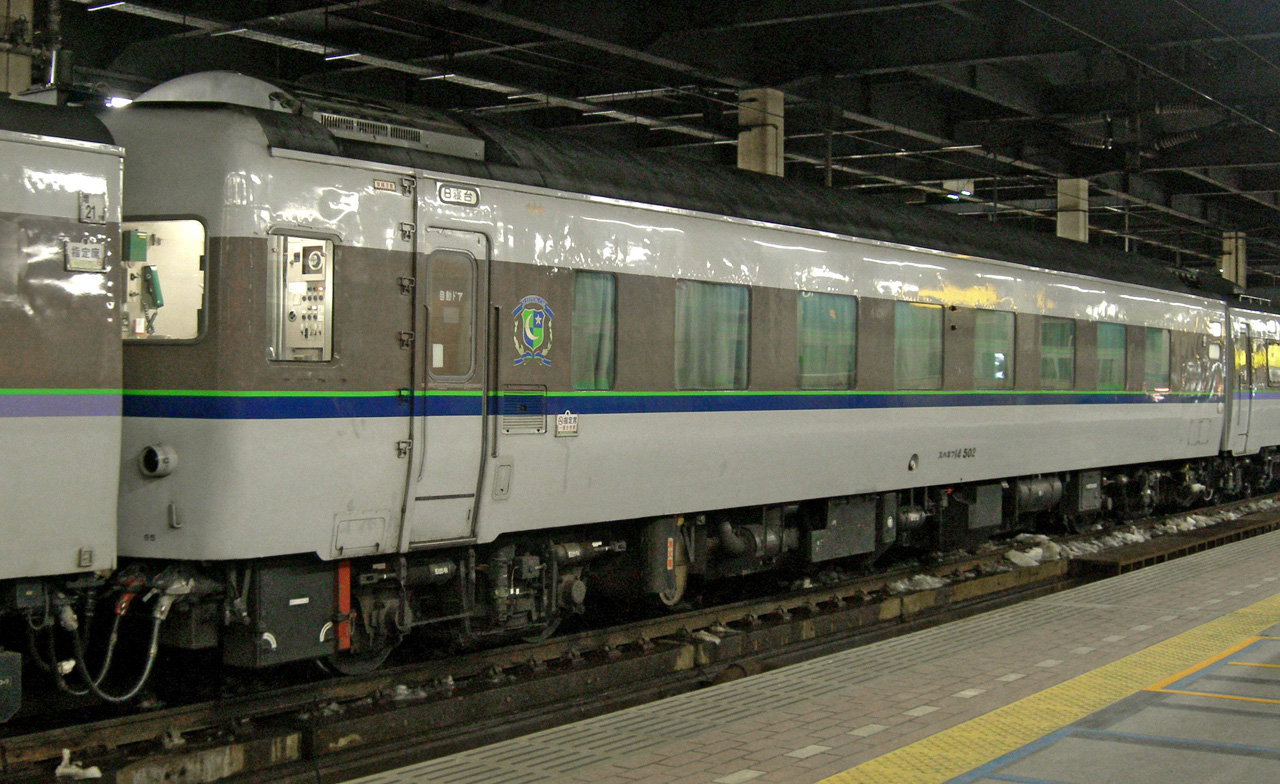
スハネフ14 502號車

##### 改造以配合柴聯車併結運轉
1991年3月決定將宗谷本线的夜间急行「利尻」改以Kiha 400系柴聯車行駛，為了繼續提供臥車服務，將スハネフ14 501、505、508改造以配合柴聯車運轉。改造範圍包括供電系統、廣播設備、車門關閉回路、軔管等管線，車內設備也進行了升級，包括更換臥鋪座椅的絨布、提升廁所與盥洗設備的品質。外部車身塗裝則改為與併結的柴油列車相匹配的灰白色基調。車廂之間通路遮蔽也改為與柴聯車一樣。保留了既有的跳線插座，因此仍可以與一般客車編組行駛。但因為與柴聯車編組行駛，後方的列車長室固定朝向稚內方向。
1992年，石北本线的夜行急行「大雪」升級為特急「鄂霍次克」，1993年根室本线夜间急行「毬藻」升级为特急「大空」並改用KiHa 183型柴聯车。 剩餘的オハネ14 501、502、504，以及スハネフ14 502–504、506、507等車廂也進行改造以與 KiHa 183 型配合。改造內容與為「利尻」號用車進行的工程大致相同，不過塗裝改為配合KiHa 183型，並在オハネ14型的原車長室空間設置飲料自動販賣機。

## 轉讓
2016年6月，JR北海道將4輛原本用於玫瑰號列車的14系客車轉讓給大井川鐵道，並在2018年3月由原本的停泊地新金谷站運送至千頭站。